# Démocratie radicale
 (octobre 2023).
« Démocratie radicale » est une expression sous laquelle sont regroupées un ensemble de conceptions théoriques et pratiques de la démocratie qui, d'une part, établissent que le désaccord est au cœur de la vie démocratique et qui, d'autre part, promeuvent la participation des citoyens à la politique démocratique'.

## Première formulation
Ernesto Laclau et Chantal Mouffe ont articulé[style à revoir] la démocratie radicale dans leur livre Hégémonie et stratégie socialiste : vers une démocratie radicale, écrit en 1985. Ils y soutiennent que les mouvements sociaux tentant de créer un changement social et politique nécessitent une stratégie défiant les conceptions « néolibérale » et néoconservatrice de la démocratie. Cette stratégie consiste à élargir la définition libérale de la démocratie, fondée sur la liberté et l'égalité, en y incluant la différence.
La « démocratie radicale » signifie la « racine de la démocratie ». Laclau et Mouffe prétendent que la démocratie libérale et la démocratie délibérative, dans leur recherche du consensus, oppriment des opinions, des races, des classes, des genres et des conceptions du monde divergents. Dans le monde, dans un pays ou dans un mouvement social, il existe une pluralité de différences résistant au consensus. La démocratie radicale ne se borne pas à l'acceptation de ces dernières : elle en dépend. Laclau et Mouffe se basent sur l'hypothèse qu'il existe des relations de pouvoir oppressives dans la société et que ces relations oppressives devraient être rendues visibles pour être mieux renégociées puis modifiées. En construisant la démocratie autour de la différence, ces relations de pouvoirs deviennent visibles et peuvent être combattues.
Dans d'autres contextes, la démocratie radicale est un terme utilisé pour faire référence aux perspectives post-marxistes du radicalisme italien, développées notamment par Paolo Virno.

## Réinterprétations
Depuis 1985, le terme a comme nombre d'adaptations et modifications de la part d'autres théoriciens. Par exemple, bell hooks et Henry Giroux ont tous deux défendu une éducation à la démocratie radicale. Le travail de Paulo Freire, antérieur à Laclau et à Mouffe, peut également être lu de la sorte,,. Des théoriciens tels que Paul Chatterton et Richard JF Day ont écrit sur l’importance de la démocratie radicale au sein de certains mouvements d'autonomie sociale en Amérique latine (notamment l’Armée zapatiste de libération nationale au Mexique, le Mouvement des sans-terre au Brésil et les piqueteros en Argentine),.

## Défis
En raison de la remise en cause des relations de pouvoir oppressives, il est considéré que la démocratie radicale soutient les théories postcoloniales et la décolonisation. Cependant, le concept de démocratie radicale est considéré dans certains milieux comme de nature coloniale en raison de sa dépendance à sa notion profondément occidentale de la démocratie. En outre, la démocratie radicale conteste le consensus démocratique, alors que celui-ci est essentiel à de nombreuses entités politiques autochtones.

## Critiques
De nombreux théoriciens critiquent les arguments avancés par Laclau et Mouffe. Brockelman, par exemple, soutient que la théorie de la démocratie radicale est une idée utopique. La théorie politique, affirme-t-il, n'a pas à dessein d'offrir une société parfaite.

### Mouvements contemporains soutenant une démocratie radicale
- L'Armée zapatiste de libération nationale au Mexique
- Le Mouvement des travailleurs sans terre au Brésil
- Le confédéralisme démocratique au Rojava
- Les piqueteros en Argentine

### Théoriciens
- Murray Bookchin
- William E. Connolly
- Raya Dunayevskaya
- Ernesto Laclau
- Chantal Mouffe
- Roberto Mangabeira Unger
- Cornel West
- Sheldon Wolin
- Slavoj Žižek

### Articles
- Samuel Hayat, « Démocratie agonistique », in I. Casillo, R. Barbier, L. Blondiaux, F. Chateauraynaud, J.-M. Fourniau, R. Lefebvre, C. Neveu, & D. Salles (Éds., Dictionnaire critique et interdisciplinaire de la Participation, DicoPart (1ère édition), sur GIS Démocratie et Participation, 2013 (consulté le 4 décembre 2023)
- Manuel Cervera-Marzal, « Démocratie radicale », in G. Petit, L. Blondiaux, I. Casillo, J.-M. Fourniau, G. Gourgues, S. Hayat, R. Lefebvre, S. Rui, S. Wojcik, & J. Zetlaoui-Léger (Éds.), Dictionnaire critique et interdisciplinaire de la Participation, DicoPart (2ème édition), sur GIS Démocratie et Participation, 2022 (consulté le 4 décembre 2023)
- Audric Vitiello, « Démocratie radicale », sur DicoPo (Dictionnaire de théorie politique), 2008 (consulté le 29 septembre 2020)
- Audric Vitiello, « L'itinéraire de la démocratie radicale », Raisons politiques, no 35,‎ mars 2009, p. 207-220 (lire en ligne)
- Audric Vitiello, « La démocratie agonistique. Entre ordre symbolique et désordre politique », Revue du MAUSS, no 38,‎ février 2011, p. 213-234 (lire en ligne)

### Revues et ouvrages
- Marc Chevrier, Yves Couture et Stéphane Vibert (dir.), Démocratie et modernité : La pensée politique française contemporaine, Rennes, Presses universitaires de Rennes, coll. « Res publica », 2015
- Martin Deleixhe et Fabien Delmotte (dir.), « Démocratie radicale : retours critiques », Raisons Politiques, no 75,‎ mars 2019 (lire en ligne)
- (en) C. Douglas Lummis, Radical democracy, Ithaca and London, Cornell University Press, 1996
- (en) Lars Tønder et Lasse Thomassen (Eds.), Radical democracy : Politics between abundance and lack, Manchester an New York, Manchester University Press, 2005